# 立花長煕
立花 長煕（たちばな ながひろ）は、筑後国三池藩の第5代藩主。

## 略歴
享保5年（1720年）7月17日、第4代藩主・立花貫長の長男として生まれる。延享4年（1747年）、父の死去により家督を継いだ。同年12月19日、従五位下、和泉守に叙任する。
宝暦12年（1762年）9月26日、次男・種周に家督を譲って隠居し、安永7年（1778年）閏7月2日に死去した。享年59。

## 系譜
父母
- 立花貫長（父）
- 養信院 ー 島津惟久の娘（母）

正室
- 於豊、法明院 ー 堀直英の娘

子女
- 立花弥七郎（長男）
- 立花種周（次男）生母は法明院（正室）
- 立花長堅（四男）
- 安部信旨（五男）生母は法明院（正室）
- 立花種武[1]（六男）生母は法明院（正室）
- 堀直皓[2]（七男）生母は法明院（正室）
- （八男）
- （九男）
- 立花勝次郎
- 三宅康武正室後に宮原義潔室